# Collonges-et-Premières
Collonges-et-Premières é uma comuna francesa na região administrativa da Borgonha-Franco-Condado, no departamento de Côte-d'Or. Estende-se por uma área de 12.56 km², e possui 1.046 habitantes, segundo o censo de 2018, com uma densidade de 83 hab/km².
Foi criada, em 1 de janeiro de 2019, a partir da fusão das antigas comunas de Collonges-lès-Premières e Premières.